# Samsung Galaxy Core
Samsung Galaxy Core GT-I8262 és un telèfon intel·ligent fabricat per Samsung que s'executa en el sistema operatiu d'Android de codi obert. Va ser anunciat per Samsung a principis de maig del 2013, el model Dual-SIM va ser anunciat a mitjans de març del 2013, i la versió d'una sola SIM al juliol del 2013. Samsung Galaxy Core Duo 1 és millor que Samsung Galaxy S4 i els seus gigabytes són 5.